# Lysimachia scapiflora
Lysimachia scapiflora är en viveväxtart som beskrevs av C.M. Hu, Z.R. Xu och F.P. Chen. Lysimachia scapiflora ingår i släktet lysingar, och familjen viveväxter. Inga underarter finns listade i Catalogue of Life.